# آبدان (جهرم)
آبدان روستایی است در شهرستان جهرُم در استان فارس ایران.

## جمعیت
این روستا در دهستان جلگاه در بخش مرکزی شهرستان جهرم قرار دارد. جمعیت این روستا در سرشماری عمومی نفوس و مسکن سال ۱۳۸۵ برابر با ۴۳ نفر بوده است.